# Thomas Dutronc
Thomas Dutronc (* 16. června 1973 v Paříži) je francouzský jazzový hudebník a zpěvák. Jeho matkou je známá francouzská zpěvačka Françoise Hardy, otcem zpěvák a filmový herec Jacques Dutronc.
13. února 2008 Thomas Dutronc obdržel za svou píseň J'aime plus Paris (Nemám už Paříž rád) cenu UNAC.
8. března 2008 byl v rámci 23. ročníku hudebních cen Victoires de la Musique nominován v kategoriích Objev roku a Album roku.